# Heliococcus kurilensis
Heliococcus kurilensis är en insektsart som beskrevs av Danzig 1971. Heliococcus kurilensis ingår i släktet Heliococcus och familjen ullsköldlöss. Inga underarter finns listade i Catalogue of Life.